# Phryganoporus
Phryganoporus is een geslacht van spinnen uit de  familie van de Desidae.

## Soorten
- Phryganoporus candidus (L. Koch, 1872)
- Phryganoporus davidleei Gray, 2002
- Phryganoporus melanopygus Gray, 2002
- Phryganoporus nigrinus Simon, 1908
- Phryganoporus vandiemeni (Gray, 1983)